# Xingyuan lu
Das chinesische Buch namens Xingyuan lu (chinesisch 醒园录; Pinyin: Xǐngyuán lù; „Aufzeichnungen aus dem Garten des klaren Bewusstseins (Xingyuan)“) enthält von dem Beamten Li Huanan (李化楠) aus der Zeit der Qing-Dynastie gesammeltes Material zur chinesischen Küche, überwiegend aus Süd-Jiangsu und Nord-Zhejiang. Es wurde von seinem Sohn Li Tiaoyuan (李调元) zusammengestellt und herausgegeben.
Das Werk besteht aus zwei Heften (juan). Darin werden von über 120 Getränken und Speisen, Würzzutaten und Lebensmittel die Herstellung sowie ihre Aufbewahrungsmethoden beschrieben.
Darin sind Bärentatzen, Hirschsehnen, Schwalbennester, Haifischflossen, Abalone sowie andere exotische Delikatessen enthalten.
Die Zubereitungsarten für Dampfbackwaren wie Luobugao (萝卜糕) (aus Reis, Klebreis, Garten-Rettich u. a.) Fulinggao (茯苓糕) (aus dem getrockneten Sclerotium des Pilzes Poria cocos u. a.) und andere kleine Gerichte und Imbisse darin sind etwas ganz besonderes.
Es ist ein wichtiges Dokument für die Erforschung der Küche der mittleren Periode der Qing-Dynastie.

## Alte Drucke und neue Ausgaben
Das Werk ist in der alten Büchersammlung Hanhai (函海) in Drucken aus der Qianlong-Ära, der Daoguang- und der Guangxu-Ära der Qing-Dynastie enthalten, die von Li Tiaoyuan (李调元) herausgegeben wurde und auch viele Werke von ihm selbst enthält. Auch in den modernen Bücherreihen Chugoku shokkei sosho und Zhongguo pengren guji congkan zur alten chinesischen Kochkunst ist das Werk ebenfalls enthalten.